# James William Tutt
James William Tutt, även J.W. Tutt, född 26 april 1858 i Kent, Storbritannien, död 10 januari 1911, var en brittisk entomolog och lärare.
Auktorsnamnet Tutt kan användas för James William Tutt i samband med ett vetenskapligt namn inom zoologin; se Wikipedia-artiklar som länkar till auktorsnamnet.